# Elektra (Euripides)
Elektra (Oudgrieks: Ἠλέκτρα) is een tragedie van de Griekse toneeldichter Euripides. Het werk werd rond 420 v.Chr. geschreven.

## Synopsis
Het stuk heeft hetzelfde onderwerp als het gelijknamige stuk van Sophokles. Er zijn echter een paar essentiële verschillen met Sophokles:
- Elektra is uitgehuwelijkt aan een arme boer: zo krijgen haar eventuele kinderen geen recht op de Myceense troon.
- Elektra is niet zo sympathiek als bij de twee andere tragici (de sympathiekste figuur in het stuk is de boerse echtgenoot van Elektra)
- het stuk is minder heroïsch: de moord op Klytaimnestra verloopt veel heimelijker.

### Prologos
Een boer vertelt over hoe Agamemnon vermoord wordt door zijn bloedeigen vrouw en Aigistos, zoon van Thyestes, als hij terugkomt van zijn strijd uit Troje. Agamemnons zoon Orestes werd aan koning Strofios gegeven om hem op te voeden, terwijl zijn dochter Elektra bij Klytaimnestra en Aigistos blijft wonen. Elektra krijgt een schijnhuwelijk met de boer, zonder kinderen, zodat er nooit kinderen zullen komen die hun grootvader willen wreken. Elektra is de boer zeer dankbaar voor zijn opvang.
Dan spreekt Orestes tegen Pylades, de zoon van Strofios, over zijn terugkeer naar zijn vaderland, dat hij de moord op zijn vader wil wreken en dat hij zijn zus wil zoeken.

### Parodos
Elektra klaagt in deze klaagzang over haar ellendige leven en over het ellendige leven dat haar broer heeft. Nog steeds rouwt ze om haar vader en koestert ze wrok tegen Klytaimnestra en Aigistos.
Dan komt het koor op en vertelt haar over een naderend offerfeest ter ere van Hera. Elektra klaagt verder en vertelt dat ze niet wil gaan. Het koor dringt erop aan dat ze toch moet gaan en biedt aan om haar kleding en dergelijke te lenen. Elektra komt tot de conclusie dat ze niet gaat en vertelt dat ze boos is op de goden, omdat die niet naar haar luisteren.

### Eerste episode
Orestes gaat samen met een aantal bedienden naar Elektra toe en doet zich voor als een bode van Orestes. Hij vraagt haar hoe haar situatie is en of zij Orestes wil helpen met het doden van hun moeder. Zij vertelt dat zij samenleeft met de boer in een schijnhuwelijk en bovenal, dat ze niet zal sterven voordat haar moeder sterft. Orestes vertrouwt de boer eerst niet, maar Elektra weet hem te overtuigen. Elektra smeekt hem om aan Orestes te berichten over hoe er met de dood van Agamemnon wordt omgegaan door haar moeder en haar nieuwe man. Ze vertelt dat Aigistos weleens stenen op het graf gooit en schandelijk praat over Agamemnon en zijn zoon, Orestes.
Dan komt de boer thuis en zegt tegen Elektra dat ze de mensen wel binnen had mogen laten. Dit doen ze, maar de boer is erg arm, dus hij gaat naar de oude huisknecht van Agamemnon, de man die Orestes heeft gered, om wat te eten te halen voor zijn gasten.

### Eerste stasimon
Het koor zingt over de strijd om Troje en over de heldendom van de Griekse mannen, en vooral Achilles, hoe hij de Trojanen al angst inboezemde met alleen zijn wapenrusting.
Ook vertellen zij dat de dood van Agamemnon direct de schuld is van Helena, en dat daarom de hemel haar ooit de doodstraf zal sturen.

### Tweede episode
De oude man, die Orestes ooit gered heeft, komt naar het huis van de boer en ziet daar Elektra en is dolblij om haar te zien. Hij vertelt haar dat hij langs het graf van Agamemnon is gegaan en daar had gezien dat er een haarlok en een geslacht schaap lag. Hij denkt dat het van Orestes is, maar Elektra wil het niet geloven. Dan ziet hij Orestes en hij ziet gelijk dat het Orestes is. Hij overtuigt Elektra en de twee springen elkaar in de armen. Vervolgens vraagt Orestes de oude man hoe hij het beste Aigistos kan doden. De oude man vertelt dat hij Aigistos zag lopen samen met slaven voor de voorbereiding van een offerfeest. Daar zou Aigistos gedood moeten worden.
Iedereen bidt tot de goden en Elektra zegt dat als Orestes niet slaagt, zij zelfmoord pleegt.

### Tweede stasimon
Het koor vertelt over de sage van het gouden schaap van Thyestes en over verhalen die mensen angst inboezemen voor de goden. Maar het koor constateert dat Klytaimnestra daar niet aan dacht, toen ze haar eigen man vermoordde.

### Derde episode
De vriendinnen van Elektra horen kreten uit de stad en Elektra denkt dat ze verloren hebben en wil bijna de hand aan zichzelf slaan als een bode komt vertellen dat het is gelukt en dat Aigistos dood is. Hij vertelt haar dat Orestes de moord heeft gepleegd tijdens het offeren en daarna de slaven aan zijn kant heeft gekregen. Dan komt Orestes aan met het lijk van Aigistos en Elektra begint een tirade gericht aan zijn dode lichaam. Dan brengen ze het lichaam naar binnen en zien ze Klytaimnestra. Orestes twijfelt of hij wel zijn eigen moeder zou kunnen doden, maar hij moet van Elektra toch beginnen aan het plan.

### Vierde episode
Klytaimnestra komt aan bij het huis van Elektra en wordt door haar slavinnen de wagen uit getild. Ze vertelt Elektra waarom ze het gerechtvaardigd vindt dat ze Agamemnon heeft vermoord en een nieuwe man heeft genomen. Zij vindt dat zij een nieuwe man mocht nemen omdat hij ook een nieuwe vrouw erbij had. Maar Elektra is het hier niet mee eens en zegt dat zij zag dat Klytaimnestra al plannen had voordat Agamemnon terug was uit Troje.
Dan stopt de ruzie en vraagt Elektra haar moeder een offer uit te brengen voor haar pasgeboren kindje. Aanvankelijk wil ze dit niet, maar uiteindelijk zegt ze toe het te doen.

### Derde stasimon
Het koor zingt over Klytaimnestra die haar man vermoordt terwijl hij tien jaar weg was geweest. Het koor noemt haar niet voor niets een overspelige en ellendige vrouw.

### Vijfde episode
In de eerste scène komen Orestes en Elektra naar buiten met de lijken van Klytaimnestra en Aigistos. Beiden zijn vol van spijt. Ook het koor is omgeslagen, eerst steunden ze Elektra en Orestes altijd, maar nu zien ook zij in dat het niet goed is om je eigen moeder te vermoorden. Orestes en Elektra proberen beiden de schuld op zich te nemen en beiden zondebok te zijn, terwijl het koor ze daarin aanspoort.
In de tweede scène komt Kastor op en beslist over het lot van Elektra en Orestes. Elektra zal trouwen met Pylades en Orestes zal de stad moeten verlaten. Er zal gestemd worden over zijn straf, maar Apollo zal de schuld op zich nemen, omdat hij immers de moord had bevolen. Door het staken van de stemmen zal Apollo dit doen en zo zal Orestes ontsnappen aan de doodstraf.

### Exodos
In deze laatste scène scheiden de wegen van Orestes en Elektra. Elektra gaat mee met Pylades en Orestes gaat naar de plek waar hij terecht wordt gesteld. Het laatste dat wordt gezegd is gelijk de boodschap van het stuk: "Wie zich kan verheugen en niet onder tegenslag lijdt is een gelukkig mens."

## Nederlandse vertalingen
- 1970 – Electra – Emiel De Waele
- 1996 – Electra – Willy Courteaux en Bart Claes
- 1997 – Elektra – Gerard Koolschijn